# Sofía Gómez
Sofía Gómez Uribe (Pereira, 15 de abril de 1992) es una apneísta e ingeniera civil colombiana. Ha hecho varios récords panamericanos, suramericanos y mundiales.

## Biografía
Apneista, estudió en el colegio Inmaculado Corazón de María, la cual graduada en 2008. Desde los 10 años ha practicado deportes acuáticos, comenzando con Nado Sincronizado, deporte que practicó durante el 2001 y Natación con Aletas, disciplina que practica desde el año 2002. Después de terminar el bachillerato, se trasladó a Bogotá por un año para luego radicarse en Medellín. Desde entonces compite para Antioquia. Desde hace 4 años practica y compite en Apnea, disciplina que conoció durante un entrenamiento la cual ella alcanzó los 100 metros.
Desde entonces se ha destacado en competencias nacionales e internacionales, alcanzando los primeros lugares y logrando 6 récords nacionales entre los cuales están tres récords de apnea de profundidad; un récord bolivariano, alcanzado en los pasados Juegos Bolivarianos celebrados en Trujillo, Perú en noviembre de 2013 y sus máximos logro, un récord Panamericano en apnea dinámica con equipo, alcanzado en el V Campeonato Panamericano de Apnea, celebrado en septiembre de 2014 en Chiapas, México y dos récords Panamericanos en Peso constante con aletas e Inmersión libre, alcanzados en la competencia Vertical Blue, celebrada en Long Island, Bahamas en abril de 2016.
Gómez es Ingeniera Civil, graduada en febrero de 2016 de la Universidad de Medellín.
Después de un receso en las competencias debido a las restricciones mundiales por la pandemia de COVID 19, volvió a participar en el campeonato mundial AIDA donde ocupó el cuarto lugar alcanzando 81 metros con bialetas. 

## Logros obtenidos
la siguiente lista muestra algunos de los logros obtenidos:
2017, Obtención Récord Mundial CMAS
- 84 m superó su propio récord mundial Peso constante con aletas[9]
- 83 m Récord mundial[10]

2016, Primer lugar en la competencia Caribbean Cup, celebrada en Roatán, Honduras en junio:
- 89m Peso constante con aletas
- 82m Inmersión libre
- 60 m Peso constante sin aletas (Récord Suramericano)

2016, Primer lugar en la competencia Vertical Blue, celebrada en Long Island, Bahamas, en esta competencia Sofía obtuvo 3 marcas Panamericanas y una suramericana:
- 93m Peso constante con aletas, tercer lugar y récord panamericano.
- 82m Inmersión libre,récord panamericano
- 84m Inmersión libre, primer lugar y récord panamericano[13]
- 58m Peso constante sin aletas, tercer lugar y récord suramericano

2015, segundo lugar en la competencia Big Blue celebrada en La Paz, Baja California, México en el mes de octubre. 4 marcas suramericanas y nacionales.
- 55 metros peso constante sin aletas (primer lugar y marca suramericana)
- 78 metros inmersión libre (segundo lugar y marca suramericana)
- 75 metros peso constante con aletas (marca suramericana)
- 81 metros peso constante con aletas (segundo lugar y marca suramericana)
- 51 metros en peso constante sin equipo (marca suramericana).
- 70 metros en inmersión libre (marca suramericana).
- 72 metros en peso constante con equipo.

2014, primer lugar y récord Panamericano en apnea dinámica con equipo, V Campeonato Panamericano de Apnea celebrado en México, con una marca de 195,76 metros.
- récord nacional en apnea dinámica con equipo, V campeonato panamericano de Apnea con una marca de 195,76 metros, superando la marca anterior de 184,17 metros.

2013, segundo lugar en la Caribbean Cup, realizada en la isla de Roatán en Honduras.[cita requerida]
2013, I Juegos deportivos de Mar y Playa, medalla de oro en 4x3000 y medalla de bronce en 3000 metros bialetas. (Natación con aletas).
2013, primer lugar y récord Bolivariano en apnea dinámica con equipo, Juegos Bolivarianos Perú, con una marca de 184,17 metros.
2012, Juegos deportivos nacionales, (Natación con aletas).
2011, campeonato internacional Cuba, primer lugar en apnea dinámica con equipo, 162 metros.
2011, campeonato internacional en Cuba, tercer lugar en apnea estática con un tiempo de 5’08’’.
2010, I juegos FEDECAS, récord nacional en apnea dinámica sin equipo, 89 metros.